# Chémery-les-Deux
Chémery-les-Deux (Duits: Schemmerich) is een gemeente in het Franse departement Moselle (regio Grand Est) en telt 417 inwoners (2005). De plaats maakt deel uit van het arrondissement Forbach-Boulay-Moselle.

## Geografie
De oppervlakte van Chémery-les-Deux bedraagt 10,1 km², de bevolkingsdichtheid is 41,3 inwoners per km².
De onderstaande kaart toont de ligging van Chémery-les-Deux met de belangrijkste infrastructuur en aangrenzende gemeenten.

## Demografie
Onderstaande figuur toont het verloop van het inwonertal (bron: INSEE-tellingen).